# Rozvodna Hradec u Kadaně
Rozvodna Hradec, též nazývaná rozvodna Hradec u Kadaně, se nachází v okrese Chomutov v katastrálním území obce Hradec. Rozkládá se na táhlém hřbetu západně od Vodní nádrže Nechranice, ve směru od severozápadu k jihovýchodu probíhá ve svahu pod rozvodnou železniční trať 164 Kadaň – Vilémov u Kadaně. Z širé trati je západně od obce Poláky do rozvodny vedena vlečka. Jižně od rozvodny probíhá silnice číslo II/224, od křižovatky západně od Poláků i II/225.

## Význam
Rozvodna Hradec patří k nejvýznamnějším rozvodnám české energetické přenosové soustavy. Pracuje se zde s napětím 400/220 kV. Je sem přiváděna elektřina z tepelných elektráren Prunéřov a Tušimice II.
Transformátorovnu provozuje ČEPS, a.s.

## Základní údaje
Byla vybudována v roce 1959. V roce 2004 došlo k rozdělení rozvodny na dvě na sobě nezávislé části, Hradec – západ (HRA) a Hradec – východ (HRD). Od dubna 2015 proběhlo rozšíření rozvodny a výstavba transformátorů s řízeným posunem fáze (PST), transformátory instalované kvůli řízení nadměrných přetoků elektrické energie z Německa byly uvedeny do provozu v září 2017. Dvě vedení o napětí 400 kV (V445/6 a V441) odtud vedou do Německa.

### Napětí
Transformovna je v přenosové soustavě připojena do napěťové hladiny 400 kV a 220 kV. Napětovou hladinou 220 kV jsou spojeny rozvodny Výškov a Vítkov (dříve také rozvodna Zwönitz v Německu a zde byla přiváděna na této hladině elektřina z Tušimice I). Na 400 kV jsou pak propojeny rozvodny Výškov, Řeporyje, Mírovka, Chrást, Vernéřov a rozvodny Röhrsdorf a Etzenricht v Německu. Dále jsou na této hladině připojeny elektrárny Tušimice II a Prunéřov.

### Transformátory
Transformace 400/220 kV je zajištěna trojicí jednofázových transformátorů. V rozvodně se dále nachází šest kompenzačních tlumivek na 33 kV. V roce 2017 byly instalovány transformátory s řízeným posunem fáze (PST) kvůli řízení nadměrných přetoků elektrické energie z Německa.

### Vedení
Do rozvodny jsou zaústěna následující vedení:

#### Vedení 400 kV – ZVN – zvláště vysoké napětí
- Jednoduché vedení V411 Hradec – Výškov
- Dvojité vedení V412/V420 Hradec – Řeporyje/Mírovka
- Jednoduché vedení V430 Hradec – Chrást
- Dvojité vedení V463/V464 ETU II - Hradec
- Dvojité vedení V461/V462 Hradec - Vernéřov (dříve EPRU I)
- Dvojité vedení V465/V466 EPRU II - Hradec
- Dvojité vedení V445/V446 Hradec - Röhrsdorf
- Jednoduché vedení V441 Hradec - Etzenricht

#### Vedení 220 kV – VVN – velmi vysoké napětí
- Dvojité vedení V225/V226 + V226T Výškov – Hradec (+ odbočka do VTŽ Chomutov)
- Dvojité vedení V223/V224 Hradec – Vítkov (plánuje se přestavba na 400 kV)

##### Bývalá vedení 220 kV
- Dvojité vedení V241/V242 Hradec - Zwönitz (zrušeno v roce 2002)
- Jednoduché vedení V013 ETU I - Hradec (zrušeno v roce 2003)
- Jednoduché vedení V014 ETU I - Hradec (zrušeno v roce 2003)
- Jednoduché vedení V015 ETU I - Hradec (zrušeno v roce 2003)